# Araucaria angustifolia
Il pino del Paraná (Araucaria angustifolia: Bertol., Kuntze, 1898; in portoghese pinheiro do Paraná o pinheiro-Brasileiro, e in lingua indigena curí), è l'unica conifera nativa del nordest dell'Argentina è l'unica specie di Araucaria presente in Brasile.
La specie fu inizialmente chiamata Columbea angustifolia (Bertol.), nel 1819.
È un albero la cui presenza ha dato il nome alla città di Curitiba, e di Araucária, ed è anche il simbolo dello stato del Paraná. Oggi è in pericolo di estinzione. È presente in piccola parte anche in alcune città dell'estremo sud dello stato di São Paulo, tra cui Campos do Jordão e São Carlos, e nelle parti più elevate della provincia argentina di Misiones.

## Descrizione
È una pianta dioica, quindi presenta i generi maschile e femminile in individui separati.
Le foglie danno il nome alla specie, essendo appuntite e dure.
I suoi semi, chiamati "pinhões", erano di grande importanza per l'alimentazione degli indigeni (bolliti a lungo  in acqua e sale o arrostiti tra le braci dei propri rami) mentre oggi sono un cibo più pregiato che ha ispirato diverse ricette. Sono larghi circa quindici millimetri e lunghi fino a dieci centimetri. Le pigne possono pesare diversi chili raggiungendo fino a trenta centimetri di diametro.

## Importanza della specie
Questa specie è di grande importanza poiché funge da indicatore per la qualità di flora e fauna del bioma. I suoi semi servono da alimento per piccoli animali durante l'inverno, non essendoci in questa stagione altri frutti e nettari.

Le sue chiome servono da protezione per le piccole piante, mantengono l'umidità.

## Distribuzione e habitat
È nativa del bioma della Foresta atlantica e costituisce la specie dominante dell'ecoregione della foresta umida di Araucaria, ancora diffusa negli stati del sud del Brasile (Paranà, Rio Grande do Sul e Santa Catarina), ed in alcune località dello stato di Rio de Janeiro, Minas Gerais e São Paulo, sempre in altitudine tra i 500 m e 1800 m. In Argentina (Misiones) e Paraguay vive fino a 230 m.

## Conservazione
È in grande pericolo, perché viene sfruttata - spesso illegalmente - lungo la sua area di diffusione. Poche iniziative di rimboscamento sono attuate per questa specie, che ha visto la sua presenza dimezzata negli ultimi dieci anni. Per questo è stata inserita nella Lista Rossa IUCN come specie in pericolo critico di estinzione (Critically Endangered).
Nonostante la sua importanza, e la grave minaccia di estinzione, esistono poche riserve per la preservazione del suo ecosistema. Nel Parco nazionale degli Aparados da Serra e in quello di Iguaçu sono presenti delle piccole aree con questa specie. Tra i parchi regionali possiamo citare il Parque Estadual das Araucárias di São Domingos nello stato di Santa Catarina, Campos do Jordão e Horto de Campos a São Paulo.